# North American Soccer League (2011-2017)
Ne pas confondre avec la ligue homonyme disparue en 1984.
La North American Soccer League  est une ligue professionnelle de soccer regroupant des équipes américaines et canadiennes créée fin 2009. Elle reprend le nom de la célèbre ligue qui exista de 1968 à 1984. Elle organise un championnat à partir de 2011 qui est considéré comme le deuxième niveau du système de ligue de soccer nord-américain après la MLS par la Fédération des États-Unis de soccer entre 2011 et 2017.

## Historique

### Fondation
L'élément fondateur de la nouvelle NASL est la vente par Nike de ses parts des United Soccer Leagues (USL) à la NuRock Soccer Holdings contre l'avis de l'association des propriétaires d'équipe de la USL le 27 août 2009.
À la suite de cet événement, plusieurs équipes de la USL demandent alors l'autorisation de créer une nouvelle ligue de deuxième division pour l’Amérique du Nord, à la USSF, à l'ACS et à la FIFA le 10 novembre 2009. Le 20 novembre, neuf équipes de première et de seconde division de la USL se sont engagées à faire partie de cette nouvelle ligue.
Le 23 novembre, est annoncé que cette nouvelle ligue reprend le nom de la North American Soccer League (NASL). 
Avec la popularisation du soccer en Amérique du Nord, la NASL a décidé d'offrir pour 4.99$/mois un visionnage des rencontres en direct ainsi qu'un service de visionnage à la demande comme c'est le cas pour la Major League Soccer. Peu après, la United Soccer League se dote du même système mais de manière gratuite.

### Débuts de la compétition (2011-2012)
La saison inaugurale de la NASL devait avoir lieu en 2010 et regrouper dix équipes mais, en janvier 2010, la USSF refuse que la NASL débute avant 2011 et organise l'éphémère USSF Division 2 Professional League en 2010.
La NASL commence ses activités pour sa saison inaugurale en 2011 avec huit équipes et un calendrier de 28 rencontres par équipe, avec quatorze rencontres à domicile et quatorze l'extérieur pour un total de quatre confrontations entre chaque équipe. Seules les six meilleures équipes se qualifient pour les séries éliminatoires et parmi celles-ci, les deux meilleures sont directement qualifiées pour les demi-finales alors que les quatre autres s'affrontent lors d'une seule confrontation. Les demi-finales ainsi que la finale consistent en une double confrontation avec le système de cumul. Le NSC Minnesota Stars décroche son premier titre de champion à la surprise générale des observateurs, contre les Strikers de Fort Lauderdale.
Après la saison 2011, l'Impact de Montréal quitte la NASL à la suite de son entrée en tant que franchise d'expansion en Major League Soccer, division suprême dans la hiérarchie du soccer nord-américain. D'autre part, la franchise des Scorpions de San Antonio intègre le championnat.
Puis la saison suivante, les Rowdies de Tampa Bay décrochent leur premier titre de champion contre les Stars du Minnesota. Après la saison 2012, les Islanders de Porto Rico annoncent qu'ils ne participeront à la saison 2013 de la NASL, en vue d'une profonde restructuration qui n'aura pas lieu puisque la franchise cesse ses opérations quelques mois plus tard.

### Le Cosmos de New York s'impose (2013-2017)
Pour la saison 2013, la NASL passe à un nouveau format de compétition, sous la forme de deux tournois semestriels appelés le championnat printanier et le championnat automnal, sous un format très proche du système Apertura et Clausura des championnats latino-américains. Le Cosmos de New York entrant dans la compétition à l'automne. Le Cosmos termine premier du classement de la saison d'automne et remporte son premier titre de champion grâce à un but victorieux de Marcos Senna contre les Silverbacks d'Atlanta (1-0),.
Après la saison 2013, deux nouvelles franchises intègrent la NASL, l'Eleven d'Indy basé à Indianapolis,, et le Fury d'Ottawa basé au Canada. D'un autre côté, la franchise du Cavalry de la Virginie est initialement annoncée pour 2014. Basée à Ashburn, le groupe de propriétaires peine à se renforcer et ne trouve pas de stade approprié,, forçant l'abandon du projet en 2015. Lors de la saison 2014, les Scorpions de San Antonio remportent leur unique titre de champion contre les Strikers de Fort Lauderdale (2-1).
Après la saison 2014, la nouvelle franchise d'expansion de Jacksonville, l'Armada de Jacksonville entre à son tour dans la ligue pour la saison 2015. La franchise initialement prévue pour 2015 du Oklahoma City FC (Oklahoma City) est rachetée par le club espagnol du Rayo Vallecano qui crée ensuite une nouvelle franchise dans la ville le 10 novembre, sous le nom de Rayo OKC. Cette nouvelle franchise intègre la ligue pour la saison 2016. 
En cette saison 2015, le Cosmos remporte son deuxième titre de champion contre le Fury d'Ottawa au James M. Shuart Stadium devant 10 166 spectateurs. Cette affluence est le record en NASL pour une finale du Soccer Bowl dans l'ère moderne. À l'issue de la saison 2015, deux nouvelles franchises intègrent le championnat pour la saison 2016. Le premier est le Miami FC basé en Floride, détenu par l'entrepreneur Riccardo Silva (en) et l'ancien international italien Paolo Maldini. Le second est le Puerto Rico FC basé à Bayamón, détenu par la star de la NBA Carmelo Anthony et qui débute dans la compétition à l'automne.
En décembre 2015, la ville de San Antonio et le comté de Bexar achètent le Toyota Field et le STAR Soccer Complex, qui font alors partie d'un plan des autorités locales pour obtenir une future franchise en Major League Soccer. Le groupe des Spurs Sports & Entertainment, propriétaire des Spurs de San Antonio, signe un accord avec la ville et crée une nouvelle franchise dans la United Soccer League concurrente. Par conséquent, la franchise des Scorpions de San Antonio est dissoute. En janvier 2016, la NASL suspend les activités des Silverbacks d'Atlanta après avoir échoué dans sa tentative de trouver un nouveau repreneur à la franchise.
Lors de la saison 2016, le Cosmos remporte pour la troisième fois le Soccer Bowl en battant l'Eleven d'Indy en finale lors de la séance de tirs au but. Le club new-yorkais est la première franchise à remporter le Soccer Bowl deux fois consécutivement. 
Après la saison 2016, cinq équipes quittent la ligue. Les Strikers de Fort Lauderdale et le Rayo OKC cessent leurs activités, tandis que Minnesota United rejoint la Major League Soccer,. Puis, le 25 octobre 2016, les Rowdies de Tampa Bay et le Fury d'Ottawa rejoignent la United Soccer League pour la saison 2017.
Le 29 mars 2016, la ligue annonce l'arrivée d'une nouvelle franchise basée à San Francisco, dans l'État de Californie avec les Deltas de San Francisco. En préparation de la saison 2017, les RailHawks de la Caroline deviennent le North Carolina FC le 6 décembre 2016. Lors de la saison 2017, les Deltas de San Francisco remportent leur seul titre de champion contre le Cosmos de New York (2-0).

### Conflit pour garder le statut de deuxième division (2017)
À l'issue de la saison 2016, la United Soccer League réclame le statut de seconde division tandis que la NASL cherche à maintenir son grade. Après plusieurs semaines de réflexion au sein de la fédération américaine de soccer, les dirigeants de celle-ci déclarent dans un communiqué avoir accordé le statut de seconde division à la NASL et la USL de manière temporaire, des critères additionnels devant être atteints pour la conservation de ce statut en 2018 et la soutenabilité à long terme de ces deux ligues. Par conséquent, pour la saison 2017, la NASL dispose du statut de seconde division, tout comme la USL. 
Mais finalement, le 5 septembre 2017, la USSF vote pour la fin du statut permanent de division II à la NASL,. Dans un communiqué, la ligue déclare qu'elle est « déçue de la décision de la USSF et ne croit pas que la fédération agit dans le meilleur intérêt du sport ». La décision de US Soccer affecte négativement de nombreux acteurs gravitant autour de la NASL : les partisans, les joueurs, les entraîneurs, les arbitres, les partenaires et les propriétaires de clubs de la NASL qui ont investi des dizaines de millions de dollars dans la promotion de ce sport, compromettant ainsi les milliers d'emplois créés par la NASL et ses clubs membres. En réponse à cette action, la NASL annonce son intention, le 19 septembre suivant, de s'opposer à la décision de la USSF. Il est rapporté plus tard que la décision de commencer un procès n'est pas unanime parmi les clubs de la NASL (comme le North Carolina FC, et peut-être l'Eleven d'Indy) tandis que le FC Edmonton « a découvert le procès par téléphone ». En tant que tels, ils n'étaient pas impliqués dans le processus de vote.
Le tribunal du district est de New York rejette ensuite la requête de la ligue pour une injonction préliminaire le 16 novembre 2017. La NASL fait appel de la décision à la Cour d'appel des États-Unis pour le deuxième circuit, qui peut se prononcer sur le droit de la ligue à l'allégement préliminaire au début du mois de décembre. Durant le mois de novembre, le North Carolina FC rejoint la USL pour la saison 2018, puis le FC Edmonton et les Deltas de San Francisco mettent fin à leurs opérations comme franchise professionnelle. Le 10 janvier 2018, l'Eleven d'Indy rejoint lui aussi la USL pour la saison 2018.
Face à ces difficultés extra-sportives, la NASL décide d'adopter un format saisonnier calqué sur le calendrier international à compter de la saison 2018 qui doit alors commencer en août et se terminer en juin avec une trêve hivernale. Néanmoins, après plusieurs semaines d'attente, la décision du tribunal new-yorkais est confirmée en appel et la ligue est alors contrainte d'annuler la saison 2018, se rétractant sur l'option de poursuivre ses activités en 2019 après un hiatus d'un an permettant de faire face aux procédures juridiques.

## Format de la compétition
Depuis la saison 2013, la NASL passe à un nouveau format de compétition, sous la forme de deux tournois semestriels appelés le championnat printanier (Spring season) et le championnat automnal (Fall season), sous un format très proche du système Apertura et Clausura des championnats latino-américains.
Les équipes de NASL ne peuvent compter plus de sept joueurs n'ayant ni la nationalité américaine, ni la nationalité canadienne dans leur effectif.

## Équipes de la NASL prévues en 2019

### Historique des clubs
Anciens clubs
  Clubs actuels
  Clubs partis en USL
  Club parti en MLS
  Futurs clubs

## Palmarès et statistiques

### Palmarès de la NASL
| Année | VainqueurSoccer Bowl         | Finaliste                   | Score                   | Lieu de la finale                                               | Vainqueursaison régulière | Bilan V-N-D              |
| ----- | ---------------------------- | --------------------------- | ----------------------- | --------------------------------------------------------------- | ------------------------- | ------------------------ |
| 2011  | NSC Minnesota Stars (1)      | Strikers de Fort Lauderdale | 3-10-0                  | National Sports Center, BlaineLockhart Stadium, Fort Lauderdale | RailHawks de la Caroline  | 17-3-8                   |
| 2012  | Rowdies de Tampa Bay (1)     | Stars du Minnesota          | 0-23-1 (3-2 t. a. b.)   | National Sports Center, BlaineAl Lang Stadium, St. Petersburg   | Scorpions de San Antonio  | 13-8-7                   |
| 0     |                              |                             |                         |                                                                 |                           |                          |
| Année | VainqueurSoccer Bowl         | Finaliste                   | Score                   | Lieu de la finale                                               | Championnat printanier    | Championnat automnal     |
| 2013  | Cosmos de New York (1)       | Silverbacks d'Atlanta       | 1-0                     | Atlanta Silverbacks Park, Atlanta                               | Silverbacks d'Atlanta     | Cosmos de New York       |
| 2014  | Scorpions de San Antonio (1) | Strikers de Fort Lauderdale | 2-1                     | Toyota Field, San Antonio                                       | Minnesota United          | Scorpions de San Antonio |
| 2015  | Cosmos de New York (2)       | Fury d'Ottawa               | 3-2                     | James M. Shuart Stadium, Hempstead                              | Cosmos de New York        | Fury d'Ottawa            |
| 2016  | Cosmos de New York (3)       | Eleven d'Indy               | 0-0 a.p. (4-2 t. a. b.) | Belson Stadium, New York                                        | Eleven d'Indy             | Cosmos de New York       |
| 2017  | Deltas de San Francisco (1)  | Cosmos de New York          | 2-0                     | Kezar Stadium, San Francisco                                    | Miami FC                  | Miami FC                 |

### Bilan
| Rang | Club                        | Titres | Finalistes |
| ---- | --------------------------- | ------ | ---------- |
| 1    | Cosmos de New York          | 3      | 1          |
| 2    | Minnesota United            | 1      | 1          |
| 3    | Deltas de San Francisco     | 1      | 0          |
| 3    | Scorpions de San Antonio    | 1      | 0          |
| 3    | Rowdies de Tampa Bay        | 1      | 0          |
| 6    | Strikers de Fort Lauderdale | 0      | 2          |
| 7    | Eleven d'Indy               | 0      | 1          |
| 7    | Fury d'Ottawa               | 0      | 1          |
| 7    | Silverbacks d'Atlanta       | 0      | 1          |

### Affluences moyennes
| Année | Nombre de spectateurs | Affluence moyenne | Forte affluence moyenne          | Faible affluence moyenne            |
| ----- | --------------------- | ----------------- | -------------------------------- | ----------------------------------- |
| 2011  | 422 212               | 3 770             | 11 507 (Impact de Montréal)      | 1 676 (NSC Minnesota Stars)         |
| 2012  |                       | 3 810             | 9 176 (Scorpions de San Antonio) | 1 525 (FC Edmonton)                 |
| 2013  | 457 674               | 4 670             | 6 937 (Scorpions de San Antonio) | 2 760 (FC Edmonton)                 |
| 2014  | 742 695               | 5 619             | 10 465 (Eleven d'Indy)           | 3 140 (FC Edmonton)                 |
| 2015  | 975 558               | 5 912             | 9 809 (Eleven d'Indy)            | 2 889 (FC Edmonton)                 |
| 2016  | 885 337               | 4 734             | 8 573 (Minnesota United)         | 1 331 (Strikers de Fort Lauderdale) |
| 2017  | 550 871               | 4 479             | 8 395 (Eleven d'Indy)            | 2 575 (Deltas de San Francisco)     |

Lors de sa rencontre inaugurale à domicile le 4 avril 2015, l'Armada de Jacksonville joue devant une foule de 16 167 spectateurs au EverBank Field. Cette affluence dépasse le précédent record en NASL pour une rencontre de saison régulière qui appartenait jusqu'alors aux Scorpions de San Antonio qui l'avait établi à 13 151 spectateurs au Heroes Stadium le 15 avril 2012.